# RadReiseRegion Schlosspark im Allgäu
Die RadReiseRegion Schlosspark im Allgäu ist ein Netz von Radwanderwegen im Landkreis Ostallgäu mit einer Leitroute und mehreren regionalen Themenrouten.

## Geschichte
Die RadReiseRegion Schlosspark im Allgäu wurde vom Tourismusverband Ostallgäu konzipiert und 2015 mit zunächst zehn Themenrouten eröffnet. Später wurde sie um die Burgen- und Schlösserrunde und die Dampflok-Runde erweitert. 2015 und 2018 wurde sie vom ADFC als RadReiseRegion zertifiziert. 2015 wurde die Leitroute Schlossparkradrunde im Allgäu vom ADFC als 5-Sterne-Qualitätsradroute klassifiziert.

## Leitroute
Die Schlossparkradrunde im Allgäu ist die Leitroute der RadReiseRegion und hat eine Länge von ca. 219 km.
Füssen – Lechbruck am See – Waal – Eggenthal – Nesselwang – Füssen

## Regionalrouten
Die Regionalrouten verlaufen durch den gesamten Landkreis Ostallgäu und Kaufbeuren bzw. den Erlebnisraum Schlosspark im Allgäu. Jede Runde spielt ein eigenes Thema, welches entlang der Strecke durch Infotafeln und Sehenswürdigkeiten erlebt werden kann. Die Beschilderung erfolgt durch an Fahrradwegweisern angebrachte Zusatzschilder, die im oberen Bereich das blaue Schlosspark-Logo zeigen und darunter Name und Logo der Themenroute in einer jeweils eigenen Farbe.

### 8-Seen-Runde
Nesselwang – Schneidbach – Hirschbühl – Rückholz – Holzleuten – Trollen – Seeweiler – Schwalten – Schwarzenbach – Hertingen – Nesselwang
Diese ca. 26 km lange Runde führt durch eine Naturseenlandschaft, die für das Ostallgäu typisch ist. Die Seen an der Route sind der Schönewalder Weiher, der Grundweiher, der Trollweiher, der Schwaltenweiher, der Seeger See, der Luimooser Weiher, der Kögelweiher und der Attlesee.

### Burgen- und Schlösserrunde
Füssen – Hohenschwangau – Unterpinswang – Vils – Pfronten – Zell – Eisenberg – Hopferau – Hopfen am See – Füssen
An der ca. 43 km langen Strecke liegen das Hohe Schloss Füssen, die Schlösser Hohenschwangau und Neuschwanstein, die Burgruinen Vilsegg, Falkenstein, Eisenberg und Hohenfreyberg, das Schloss Hopferau und die Burgruine Hopfen.

### Dampflok-Runde
Marktoberdorf – Kaufbeuren – Osterzell – Ingenried – Tannenberg – Burggen – Lechbruck – Roßhaupten – Steinbach – Stötten am Auerberg – Marktoberdorf
Die ca. 80 km lange Runde verläuft zum Teil auf den Trassen der ehemaligen Bahnstrecken Kaufbeuren–Schongau und Marktoberdorf–Lechbruck.

### Emmentaler Radweg
Seeg – Hitzleried – Lengenwang – Wald – Rückholz – Dederles – Schwarzenbach – Eisenberg – Hopferried – Hopferau – Unterlangegg – Seeg
Auf dieser ca. 47 km langen Runde werden dem Radfahrer verschiedene Möglichkeiten geboten, die Sennkultur im Ostallgäu zu erleben. Auf der Route liegen die Walder Käskuche, die MVO Rückholz (Milchverwertung Ostallgäu), die Bergkäserei Weizern, die Sennerei Lehern, die Alpe Beichelstein und der Schwaltenweiher.

### Forggensee-Runde
Füssen – Rieden am Forggensee – Roßhaupten – Greith – Hegratsried – Schwangau – Füssen
Diese ca. 30 km lange Runde führt einmal um den Forggensee herum. Auf der Route liegen auch der Hegratsrieder See, der Bannwaldsee und das Festspielhaus Neuschwanstein.

### Günztal-Runde
Günzach – Obergünzburg – Ronsberg – Griesthal – Oberweiler – Eschers – Untrasried – Immenthal – Sellthüren – Günzach
Die Runde führt auf ca. 34 km u. a. an der Günz entlang. Dabei zeigen sich landschaftsarchitektonische Maßnahmen des Wassers, wie z. B. die Teufelsküche als Geotop aus der letzten Eiszeit. Auf der Route liegt auch die Günzquelle mit Kneippanlage.

### Kirchweihtal-Runde
Buchloe – Waal – Ellighofen – Leeder – Untergermaringen – Lindenberg – Buchloe
Auf dieser Runde (ca. 55 km) ist man im Norden des Landkreises Ostallgäu unterwegs und passiert die Ortschaft Waal. Sehenswürdigkeiten sind das Passionsspielhaus Waal, die Kirche St. Georg auf dem Georgiberg und die Wallfahrtskirche St. Wendelin.

### Kloster-Runde
Kaufbeuren – Biessenhofen – Apfeltrang – Friesenried – Eggenthal – Baisweil – Irsee – Kaufbeuren
Diese Runde (ca. 49 km) verbindet kulturelle Stätten, wie das Kloster Irsee und das Crescentiakloster in Kaufbeuren. Sie führt auch vorbei am Bärensee, am Bachtelsee und an der Pfarrkirche St. Bartholomäus und Cyriakus zwischen Salenwang und Friesenried.

### Kneipp-Radrunde
Füssen – Schwarzenbach – Hopferau – Hopfen am See – Füssen
Diese Runde (ca. 25 km) führt vorbei an Kneipp-Elementen. Auf der Runde liegen Bad Faulenbach mit Ober- und Mittersee, der Alatsee, der Weißensee, der Hopfensee und der Forggensee mit Festspielhaus Neuschwanstein und Bootshafen.

### Moorwald-Runde
Görisried – Oberthingau – Unterthingau – Hauptmannsgreut – Görisried
Bei dieser Runde (ca. 27 km) kommt man u. a. am Moorgebiet um den Notzenweiher vorbei, an der Mehlblockalpe und dem Beilstein.

### Oberdorfer Radlrunde
Marktoberdorf – Bertoldshofen – Sulzschneid – Balteratsried – Leuterschach – Geisenried – Marktoberdorf
Diese ca. 34 km lange Runde führt einmal um die Kreisstadt Marktoberdorf herum. Auf der Runde liegen das Naherholungsgebiet Buchel, der Kuhstallweiher, die Stadtpfarrkirche St. Martin mit Schloss Marktoberdorf, die Lindenallee, die Kindlekapelle und die Lorettokapelle bei Kreen.

### Panorama-Runde
Halblech – Berghof – Kögel – Helmenstein – Lechbruck am See – Steingaden – Wies – Trauchgau – Halblech
Auf dieser Runde (ca. 38 km) geht es vorbei an der Wieskirche in Steingaden und am Premer Filz. Sie bietet einen Ausblick auf den Forggensee, den Lech und das Schloss Neuschwanstein.